# USS LST-936

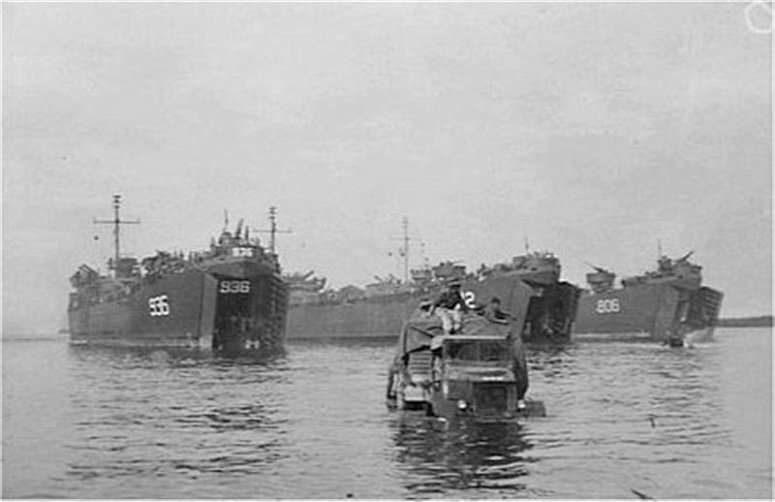
O USS LST-936, um LST não identificado e o LST-806 encalhados na Ilha de Labuan, Borneo, durante o descarregamento de caminhões da Real Força Aérea Australiana em 11 de junho de 1945

O USS LST-936 foi um navio de guerra norte-americano da classe LST que operou durante a Segunda Guerra Mundial.